# Dziewięć Włók (powiat Gdański)
Dziewięć Włók (Duits: Neunhuben) is een plaats in het Poolse district  Gdański, woiwodschap Pommeren. De plaats maakt deel uit van de gemeente Pruszcz Gdański en telt 147 inwoners.